# Melissoptila bahiana
Melissoptila bahiana är en biart som beskrevs av Urban 1998. Melissoptila bahiana ingår i släktet Melissoptila och familjen långtungebin. Inga underarter finns listade i Catalogue of Life.